# NGC 426
NGC 426 là một thiên hà hình elip cũng được phân loại là thiên hà Seyfert.  Nó nằm trong chòm sao Kình Ngư và được phát hiện vào ngày 20 tháng 12 năm 1786 bởi William Herschel.